# Consuelo Velázquez

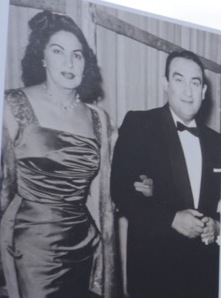
Consuelo Velázquez (um 1950)

Consuelo Velázquez (* 29. August 1916 in Ciudad Guzmán, Jalisco; † 22. Januar 2005 in Mexiko-Stadt) war eine mexikanische Musikerin und Komponistin. Zu ihren Werken gehören Boleros wie No me pidas nunca, Pasional, Déjame quererte, Que seas feliz, Yo no fui, Chatito, chachito und (am bekanntesten) Bésame mucho, das sie komponierte, als sie 15 Jahre alt war.
Bésame mucho sollte ihr Leben verändern. Der Song wurde weltberühmt und über die Jahre in über 20 Sprachen übersetzt und von unzähligen Musikern interpretiert.

## Leben
Consuelito, wie sie liebevoll von den Mexikanern genannt wurde, war Tochter eines Berufssoldaten und zeigte sehr früh großes musikalisches Talent. Bereits im Alter von sechs Jahren gab sie ihr erstes Klavierkonzert. Mit 17 Jahren war sie bereits Musiklehrerin. Später spielte sie als Pianistin beim mexikanischen Staatlichen Symphonieorchester (Orquesta Sinfónica Nacional) und beim Philharmonischen Orchester der UNAM, der ältesten mexikanischen Universität.
Velázquez machte im Alter von 20 Jahren ihren Abschluss als Konzertpianist und erlangte den Ruf, besonders gut Debussy zu spielen. Ein paar Jahre später begann sie, in einer Radiosendung aufzutreten. Damals war es ungewöhnlich, wenn auch nicht unehrenhaft, dass eine Frau klassische Musikerin wurde, aber das Radio war für eine junge Frau aus gutem Hause gewagt. Velázquez trat daher jahrelang unter einem männlichen Pseudonym auf.
1944 heiratete sie nach einer sechsjährigen Beziehung mit ihm Mariano Rivera Conde, Leiter des Radiosenders, in dem sie auftrat. Sie hatte zwei Kinder mit ihm; sie waren bis zu seinem Tod 1977 verheiratet.
Consuelo Velázquez war auch politisch aktiv. So saß sie von 1979 bis 1982 als Abgeordnete im mexikanischen Parlament, wo sie sich besonders für die Rechte der Urheber einsetzte.
Trotz des Riesenerfolgs ihrer Boleros blieb sie immer auch als Solistin klassischer Musik tätig. Klavierspielen war ihre Leidenschaft, der sie bis kurz vor ihrem Tod im Alter von 88 Jahren jeden Abend allein oder vor Publikum nachging.